# Play (2019, Deutschland)
Play ist ein deutscher Fernsehfilm aus dem Jahr 2019. Regie führte Philip Koch, der zusammen mit Hamid Baroua auch das Drehbuch schrieb. In der Hauptrolle ist Emma Bading als spielsüchtige Tochter des von Oliver Masucci und Victoria Mayer verkörperten Ehepaars Reitwein zu sehen.

## Handlung
Für die 17-jährige Jennifer Reitwein gehört Sport genauso zu ihrem Teenageralltag wie Gaming. Jennifer ist gerade erst mit ihren Eltern Frank und Ariane von Wuppertal nach München umgezogen und findet keinen richtigen Anschluss bei den Mitschülern. Sie fühlt sich unwohl und allein. Angefixt durch das neue Virtual-Reality-Spiel Avalonia wird Daddeln allmählich zu ihrem Lebensmittelpunkt. Jennifer vernachlässigt ihre schulischen und familiären Verpflichtungen. Erst recht, als sie ingame als Waldelfin Sindruin den Waldelfen Tyriel kennenlernt, bei dem es sich in Wirklichkeit um den 18-jährigen Pierre handelt, einen Schüler ihrer neuen Schule. Jennifers Mutter versucht zuerst, die Zeit, die ihre Tochter am Rechner verbringt, mittels eingerichtetem Passwort zu kontrollieren. Alle Ermahnungen und Verbote der Eltern prallen aber an dem Mädchen ab, hartnäckig verteidigt Jennifer jede Sekunde des Spielens und hintergeht ihre Eltern. Da das nicht fruchtet, greifen die Eltern zu härteren Mitteln und nehmen ihr Rechner und Handy weg, Jennifer findet jedoch einen Weg, auch weiterhin – nun heimlich –  in exzessiver Weise in die ihr einzig erstrebenswerte Fantasygame-Welt abzutauchen, nur dort scheint sie glücklich zu sein. Doch die Balance zwischen realer und digitaler Welt gerät für alle Beteiligten zunehmend aus den Fugen.
Letztendlich flieht Jennifer, als sie in eine Therapie soll, vor ihren Eltern in ein einsames Ferienhaus im Wald und erreicht im Computerspiel das höchste Level. Nachdem eine Woche vergangen ist, findet ihr Vater mit Pierres Hilfe ihren Standort heraus und löscht ihre Spielfigur, kurz bevor sie den Endgegner im Spiel töten kann, was bei Jennifer pures Entsetzen und hilflose Fassungslosigkeit auslöst. Als ihr Vater das Häuschen im Wald erreicht hat und durch die verschlossene Tür beruhigend auf seine Tochter einzureden versucht, hört Jennifer wie schon zuvor plötzlich wieder die Stimme des feindlichen Drachens aus dem Spiel und flieht in den Wald. Ihr Vater folgt ihr, wird von ihr aber für den Endgegner aus dem Spiel gehalten und mit einem Messer schwer verletzt. Erst als ihre Mutter im Wald eintrifft, wird Jennifer klar, was sie getan hat. Sie lässt das blutige Messer in ihrer Hand fallen und fleht: „Helft mir!“
In den Film eingestreut sind Szenen, in denen sich Jennifer in psychiatrischer Behandlung befindet. Ihre Therapeutin berichtet ihr, dass beide Elternteile jeden Tag da seien und dass ihr Vater ihr verziehen habe.

## Produktion

### Produktionsnotizen, Hintergrund
Hamid Baroua und Christoph Szonn produzierten den Film mit ihrer gemeinsam gegründeten Produktionsfirma Sappralot Productions im Auftrag des BR (Redaktion: Cornelius Conrad, Claudia Simionescu) und Degeto (Birgit Titze) für die ARD. Sie hätten mit dem Film auch „unter Beweis stellen“ wollen, dass eine „moderne, erzählerische Verbindung zwischen Realfilm und Animation von allerhöchster Qualität im deutschen Fernsehen gelingen“ könne. Die Dreharbeiten erstreckten sich über den Zeitraum 23. Mai bis 19. Juni 2018 und fanden in München und Umgebung statt.
Emma Bading antwortete auf die Frage, ob sie sich mit der Gamingwelt identifizieren könne und selbst ab und an spiele, dass sie „außer ‚Sims3‘ noch nie ein anderes Game gezockt“ habe, und sich zur Vorbereitung auf die Rolle erst einmal in die Gamingwelt habe einfinden müssen. Das sei gar nicht so einfach gewesen. Auf die Frage, ob sie nachvollziehen könne, was in Jennifer vor sich gehe, meinte sie, sie könne alle Schüler verstehen, „die sich in andere Welten hineinträumen,  um sich dort stark und wichtig bzw. gebraucht zu fühlen“. Oliver Masucci, der den Vater der Hauptfigur spielt, entgegnete auf die Frage, warum es ihm wichtig gewesen sei, eine Rolle in Play zu übernehmen, er habe Lust gehabt, mit Philip Koch zu arbeiten, der „ein innovativer Regisseur und Autor“ sei, „sein Ding“ mache, und „die Welt“ kenne, über die er schreibe und „die Kraft“ habe, „seine künstlerische Phantasie auch durchzusetzen“. Victoria Mayer, die als Mutter der Hauptfigur besetzt ist, erzählte, dass sie die Geschichte von Play „sofort sehr berührt“ habe: „zu verfolgen, wie diese drei Menschen, obwohl sie sich lieben, die Offenheit, das Vertrauen zueinander verlieren, bis sie sich gegenseitig nur noch als Gegner erleben, mit Misstrauen und Wut“. Philip Koch führte aus, dass „die größte inhaltliche Herausforderung, besonders auf Buchebene“, darin bestanden habe, „eine Hauptfigur zu erzählen, die ambivalent, abgründig und vielschichtig“ sei. In diesem Zusammenhang lobte der Regisseur, die „großartige Arbeit von Emma Bading“.

### Veröffentlichung
Am 29. Juni 2019 wurde Play in der Reihe Neues Deutsches Fernsehen als Weltpremiere beim Filmfest München uraufgeführt.
Seine Erstausstrahlung im Fernsehen hatte der Film am 11. September 2019 im Programm Das Erste der ARD.

## Rezeption

### Auszeichnungen
- 2019: Bernd Burgemeister Fernsehpreis[7]
  - Nominierung Kategorie "Bester Fernsehfilm"
- 2019: Fernsehfilmpreis der Deutschen Akademie der Darstellenden Künste[8]
  - Nominierung Kategorie "Bester Fernsehfilm / Beste Regie / Bestes Schauspiel"
- 2019: Hessischer Fernsehpreis[9]
  - Gewonnen Kategorie "Beste Schauspielerin"
- 2020: Grimme-Preis[10]
  - Nominierung Kategorie "Bestes Buch / Beste Regie / Bestes Schauspiel"
- 2020 Österreichischer Filmpreis Romy[11]
  - Nominierung Kategorie "Beste Schauspielerin/Nachwuchs"
- 2020: Deutscher Hörfilmpreis[12]
  - Gewonnen Kategorie "Beste Audiodeskription TV"
- 2020: Deutscher Fernsehpreis der Deutschen Akademie für Fernsehen[13]
  - Gewonnen Kategorie "Beste Regie", Gewonnen "Bestes Buch", Gewonnen "Beste Bildgestaltung", Gewonnen "Beste Redaktion/Producing", Nominierung "Beste Produktion"
- 2020: International Emmy Awards[14]
  - Nominierung Kategorie "Best Performance By An Actress"

### Kritik
Sowohl bei der Presse als auch beim Publikum waren die Reaktionen auf den Film gemischt. Arno Frank sprach auf Spiegel Online  von einem „große[n] Drama mit Sogwirkung“. Play sei aber „alles andere als eine pädagogische Fallstudie mit wedelndem Zeigefinger“. Regisseur Philip Koch und Co-Autor Hamid Baroua machten „nicht in erster Linie die Gefahr, sondern die Sogwirkung guter Spiele erlebbar“. Man müsse sich „nicht erst vorstellen, dass manche Menschen gerne in ‚Avalonia‘ bleiben möchten“. Man sehe es. Die „zweite Stärke“ des Films sei „Emma Bading, ihre Jennifer ein Ereignis“. Die „Freude und der Ärger, die Neugier und die Langeweile, die Euphorie und die Verzweiflung – alles, was die Getriebene quält“, sei „in beglückender Klarheit ablesbar“. Abschließend befand Frank, für „das breite Publikum“ sei ‚Play‘ „die spannendste und am Ende auch ergreifendste Annäherung an das Thema, die es im fiktionalen Fernsehen bisher gegeben haben dürfte“.
Im Stern hingegen war zu lesen, dass die Medien „vorwiegend von den Schattenseiten des Internets“ berichteten.  Phillip Koch schlage mit seinem TV-Drama „in dieselbe Kerbe“ und bemühe ebenfalls „das ein oder andere Klischee“. „Für einen ARD-Fernsehfilm“ könne sich das Ensemble von Play „durchaus sehen lassen“, heißt es weiter mit Verweis auf die Mitwirkung von Emma Bading, Oliver Masucci und Victoria Mayer. Der Film „dämonisier[e]“ das Gaming: „Nimmt man das in Play dargestellte Szenario für bare Münze, dann scheint es fast keine andere Möglichkeit zu geben, als in eine Sucht abzugleiten, sobald man beginnt, sich regelmäßig einem Computerspiel zu widmen.“
Rainer Tittelbach von tittelbach.tv gab dem Film mit sechs Sternen die Höchstwertung und meinte, die Darstellung einer Sucht in einem Fernsehfilm sei „eine Herausforderung“. In diesem Fall hätten die Macher „dramaturgisch & filmisch alles richtig gemacht“. Der Film erzähle nicht nur „vom Sucht-Potenzial virtueller Online-Spiele, sondern reflektier[e] auch das Faszinosum des Phänomens“. Dass der Zuschauer bereit sei, „mit der kranken Heldin durch den Film zu gehen“, liege „nicht zuletzt auch und vor allem an der ausgezeichneten Hauptdarstellerin: ob psychologisch, physisch, ikonografisch – Bading [sei] eine Wucht!“ Sie verkörpere ihre Rolle „mit allem, was ein(e) Schauspieler(in) mitbringen“ könne. Abschließend stellt Tittelbach fest: „Der Zuschauer taucht immer wieder in den Gaming Space ein. Als Medium dafür dienen etliche vollanimierte Animationssequenzen. Auch das ein Novum: In einem deutschen Fernsehfilm hat man so etwas bisher noch nicht gesehen.“
Kathrin Hollmer schrieb in der Süddeutschen Zeitung, der Film nehme sein Publikum „mit in eine Spielewelt, in der es nicht um Aussehen und Beliebtheit geh[e], sondern um Level und gesammelte Experience Points, die Erfahrungspunkte“. Ein „Pluspunkt des Films“ sei es, „dass Jennifer schon mal nicht dem Klischeebild eines bleichen Kellerzockers“ entspreche. Hollmer verwies auf eine Aussage von Franz Joseph Freisleder, des ärztlichen Direktors der kbo-Heckscher-Klinik für Kinder und Jugendpsychiatrie in München, der bei einer Pressevorführung gesagt habe, der Film sei „relativ nah dran an dem, was wir auch in der Kinder- und Jugendpsychiatrie erleben“. Auch Hollmer lobte das „hervorragende Spiel“ der Hauptdarstellerin Emma Bading. Ferner merkte die Kritikerin an, dass es eine weitere Stärke des Films sei, „dass er Computerspiele trotz aller Gefahren nicht verteufel[e]“.
Anders sah das Oliver Armknecht, der den Film bei film-rezensionen bewertete. Das Drama gebe sich zwar „große Mühe, das Innenleben der Jugendlichen so ausreichend zu beleuchten, dass einem selbst die Motivation einleuchte“. Jedoch mache Jennifer es dem „Zuschauer mit ihrer distanzierten Art nicht unbedingt leicht, sie auch tatsächlich zu mögen“. Auch Armknecht lobte Emma Bading als „talentierte Nachwuchsschauspielerin“, die es verstehe, „dieses Wirrwarr aus Gefühlen glaubwürdig darzustellen, auch wenn das Drehbuch ihr nicht sonderlich viel Abwechslung zugesteh[e]“. Play sei ein Film, der „ein sicherlich relevantes Thema ausgesucht“ habe, aber selbst seine Schwierigkeiten habe, damit umzugehen. Zwar sei das „streckenweise sehenswert“, zumal der Film auch „neben Bading äußerst kompetent besetzt“ worden sei. „Trotz der an und für sich tragischen Geschichte“ lasse einen „das hier aber doch weitestgehend kalt“.
Matthias Hannemann stellte in der Frankfurter Allgemeinen Zeitung die Frage, ob der ARD-Film ‚Play‘, der zeige wie ein siebzehnjähriges Mädchen dem Computerspiel verfalle, überzeugend ausdrücke, wovor sich Eltern fürchten würden. Übertrieben sei das, was der Film zeige, nicht. Play nehme sich eines Themas an, das man nicht unterschätzten dürfe und das viele Eltern bewege. Allerdings laufe der „mit allerlei Bild-, Ton- und Digitaleffekten inszenierte Film, ohne es zu wollen, auf Angstmache hinaus“. Die „Furcht, dass Videospiele die Jugend ins Unglück stürzen könnten“, sitze „in der Gesellschaft tief“. Weiter schrieb Hannemann: „Gelungen ist das von den Autoren gezeichnete Psychogramm, das Jennifers Anfälligkeit für die Computerspielsucht erklärt.“ Der Film gebe Denkanstöße zum Diskutieren.
Der Filmdienst lobte den Film, schränkte allerdings auch ein: „Ein in der Hauptrolle beeindruckend gespieltes (Fernseh-)Drama mit fantasievollen Trickaufnahmen, das die Gefahren der Computerspielsucht aber zu vereinfachend und plakativ beschreibt. Packender erweist sich die Geschichte eines unsicheren Mädchens, das nach einem Platz im Leben sucht.“

### Einschaltquote
Games Wirtschaft schrieb: „Sollte sich die ARD vorgenommen haben, mit ‚Play‘ gerade das junge Publikum abzuholen, dann ist dieser Plan aufgegangen: Der Marktanteil bei den 14- bis 49jährigen lag bei sehr guten 8 Prozent. Zwar schalteten knapp 2,5 [Quote: 2,49 Mio. Zuschauer, 9,0 % Marktanteil] Millionen Zuschauer ein, in Summe lagen die Einschaltquoten aber unter dem Senderschnitt am Mittwoch-Abend.“